# سوسکچه خرطوم‌دار پوروسوس
سوسکچه خرطوم‌دار پوروسوس (نام علمی: Alcidodes porosus) نام یک گونه از سرده سوسکچه‌های خرطوم‌دار آلسیدودس است.